# Nikolaj Panin
Nikolaj Panin (8. ledna 1872 Chrenovoje — 19. ledna 1956 Leningrad) byl ruský krasobruslař, olympijský vítěz z roku 1908.
Narodil se ve vesnici Chrenovoje ve Voroněžské gubernii jako Nikolaj Alexandrovič Kolomenkin. Jako student matematiky a fyziky na petrohradské univerzitě se začal věnovat různým sportům: atletice, veslování, cyklistice, rychlobruslení i krasobruslení. Protože tehdy za provozování sportovních aktivit hrozilo vyloučení ze studia, vystupoval pod pseudonymem Panin. V roce 1901 získal první titul krasobruslařského mistra Ruska, na mistrovství světa v krasobruslení 1903, které se konalo v Petrohradě, skončil na druhém místě. Na mistrovství Evropy v krasobruslení získal bronzovou medaili v roce 1904 a stříbrnou v roce 1908. Na olympiádě v Londýně 1908 vyhrál soutěž ve speciálních figurách. Tato disciplína, která pak už nikdy nebyla součástí olympijského programu, spočívala ve vyrývání různých ornamentů do ledu pomocí brusle při jízdě na jedné noze, rozhodčí posuzovali čistotu kresby. Panin tak získal historicky jediné olympijské prvenství pro carské Rusko. Zúčastnil se také soutěže jednotlivců, kde skončil po povinné sestavě na druhém místě za Ulrichem Salchowem. Obvinil rozhodčí, že švédskému reprezentantovi nadržují, a na protest do volné jízdy nenastoupil.
Byl také dvanáctinásobným mistrem Ruska ve střelbě, na olympiádě 1912 nastoupil v soutěži na 50 metrů libovolnou pistolí a skončil na osmém místě mezi jednotlivci a čtvrtý s ruským družstvem. Ještě v roce 1928, jako šestapadesátiletý, vyhrál ve střelbě Všesvazovou spartakiádu. Po ukončení závodní kariéry působil jako funkcionář Ruského olympijského výboru, zaměstnanec finančního úřadu a trenér krasobruslení na Lesgaftově institutu, za druhé světové války byl instruktorem pro fyzickou přípravu partyzánských oddílů. V roce 1940 byl jmenován zasloužilým mistrem sportu, v roce 2009 byl uveden do Síně slávy světového krasobruslení.